# Intérieur relatif
En mathématiques et plus précisément en topologie, l'intérieur relatif d'une partie d'un espace vectoriel topologique est l'intérieur de cette partie dans son enveloppe affine. Cette notion est couramment utilisée en analyse convexe et s'applique le plus souvent à des parties convexes.

## Intérieur relatif
L'intérieur relatif d'une partie non vide quelconque {\displaystyle P} d'un espace affine topologique (en particulier, d'un espace vectoriel topologique) {\displaystyle E} est l'intérieur de {\displaystyle P} dans son enveloppe affine, munie de la topologie induite de celle de {\displaystyle E}.
On le note {\displaystyle \operatorname {ir} P} ou {\displaystyle \operatorname {intr} P} (ou {\displaystyle \operatorname {ri} P}, de l'anglais relative interior).
Par définition, on a donc :
{\displaystyle \operatorname {ir} P=\{x\in P\,\mid \,}il existe un voisinage {\displaystyle V} de {\displaystyle x} dans {\displaystyle E} tel que {\displaystyle V\cap \operatorname {aff} P\subset P\}.}
Cette notion est souvent utile en analyse convexe, par exemple pour désigner l'intérieur relatif d'une face d'un polyèdre convexe, alors que l'intérieur d'une face est le plus souvent vide.

## Frontière relative
La frontière relative de cette même partie {\displaystyle P} est l'ensemble des points de son adhérence qui ne sont pas dans son intérieur relatif, c'est-à-dire l'ensemble {\displaystyle {\overline {P}}\setminus \operatorname {ir} P}.